# Живиње
Живиње (мкд. Живиње) је насеље у Северној Македонији, у северном делу државе. Живиње припада општини Куманово.

## Географија
Живиње је смештено у северном делу Северне Македоније. Од најближег града, Куманова, село је удаљено 25 km југоисточно.
Насеље Живиње се налази у историјској области Средорек. Село је смештено на на северним висовима Градиштанске планине, на приближно 420 метара надморске висине.
Месна клима је континентална.

## Становништво
Живиње је према последњем попису из 2002. године имало 46 становника.
Већинско становништво у насељу су етнички Македонци (100%).
Претежна вероисповест месног становништва је православље.